# John Pershing

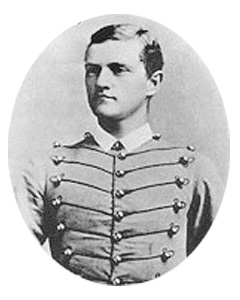
Jako młody kadet West Point

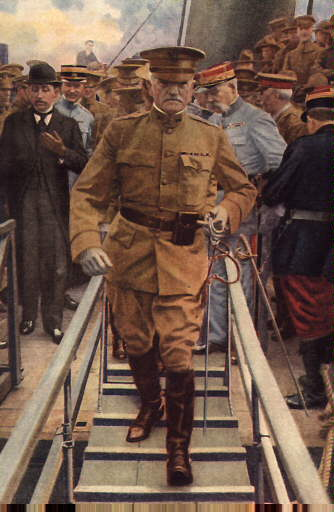
28 czerwca 1917 – generał Pershing ląduje we Francji jako dowódca Amerykańskich Sił Ekspedycyjnych

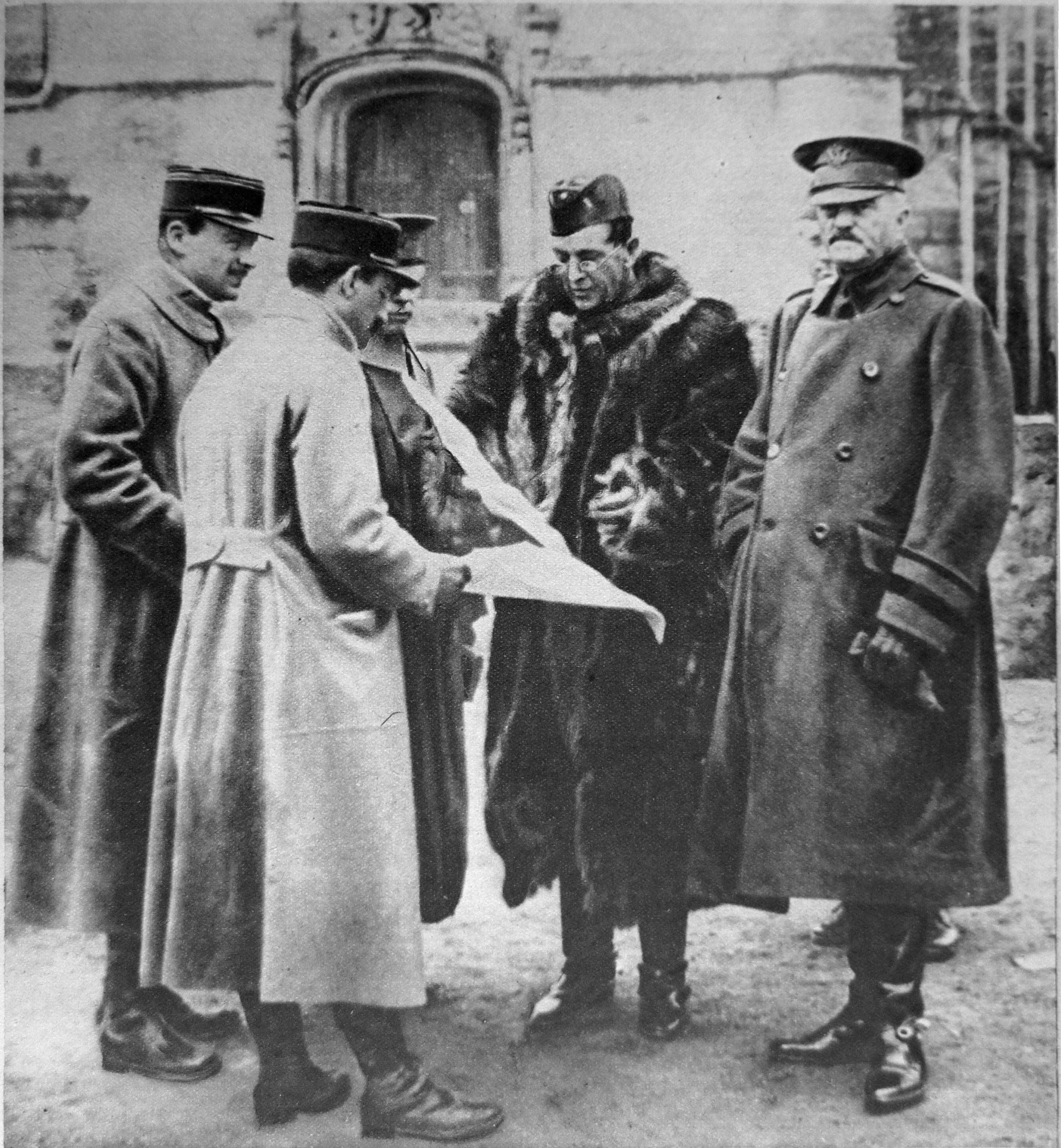
Z oficerami francuskimi na froncie

John Joseph „Black Jack” Pershing (ur. 13 września 1860 w Laclede, zm. 15 lipca 1948 w Waszyngtonie) – amerykański generał, głównodowodzący sił USA w I wojnie światowej.
Jako jedyny żołnierz w historii ukończył karierę wojskową z najwyższym możliwym do osiągnięcia stopniem w armii amerykańskiej: General of the Armies (stopień ten otrzymał także George Washington, lecz pośmiertnie).

## Życiorys

### Wczesne lata
Urodzony na wsi i pracujący w młodości jako nauczyciel. Karierę wojskową rozpoczął w 1886 r. po ukończeniu West Point. Służąc w 6 Pułku Kawalerii, Pershing uczestniczył w kilku wojnach indiańskich. Był instruktorem taktyki na Uniwersytecie w Nebrasce w latach 1891–1895. W 1895 r. Pershing objął dowodzenie 10 Pułkiem Kawalerii, który składał się wyłącznie z czarnoskórych żołnierzy dowodzonych przez białych oficerów. Pershing był zwolennikiem formowania „kolorowych” oddziałów w armii amerykańskiej.
W 1897 r. został instruktorem taktyki w West Point. Był bardzo wymagającym nauczycielem, żądającym od swoich uczniów wiele wysiłku. Nie przysporzyło mu to sympatii wśród studentów, którzy nadali mu pogardliwy przydomek „Nigger Jack” (Czarnuch Jack). W czasie I wojny światowej, kiedy Pershing został bardzo popularną postacią w Stanach Zjednoczonych, przydomek ten został „złagodzony” na „Black Jack” (czarny Jack), co już nie miało negatywnych kontekstów rasowych.

### Szlak bojowy
W czasie wojny amerykańsko-hiszpańskiej Pershing odznaczył się w bitwach pod Kettle i na wzgórzach San Juan na Kubie. Wziął także udział w kilku wyprawach przeciwko powstańcom w czasie wojny filipińsko-amerykańskiej. W 1905 r. został wysłany do Tokio jako wojskowy attaché, był obserwatorem po stronie japońskiej w czasie wojny rosyjsko-japońskiej. Po powrocie z Japonii został gubernatorem prowincji Moro na Filipinach.
Pod dowództwem generała Fredericka Funstona Pershing poprowadził 8 Brygadę w czasie nieudanej ekspedycji karnej do Meksyku w poszukiwaniu Pancho Villi. Jednym z adiutantów Pershinga był w tym czasie George Patton. W czasie pobytu Pershinga w Meksyku, jego żona i trzy młode córki zginęły w pożarze koszar „Presidio” w San Francisco, ocalał jedynie jego sześcioletni syn. Pershing do końca życia obwiniał siebie za ich śmierć i osoby blisko go znające twierdziły, że nigdy sobie tego nie wybaczył.
Po wybuchu I wojny światowej prezydent Woodrow Wilson mianował Pershinga głównodowodzącym Amerykańskich Sił Ekspedycyjnych (AEF) w 1917 r. Pershing był odpowiedzialny za organizację, wyszkolenie i zaopatrzenie młodej i niedoświadczonej armii amerykańskiej, która do końca wojny rozrosła się do ponad 2 mln żołnierzy. W czasie pobytu w Europie Pershing był pod nieustannym naciskiem politycznym ze strony Francji i Wielkiej Brytanii, aby AEF zostały rozbite na mniejsze oddziały służące przy armiach francuskiej i angielskiej. Pershing był przeciwny takiemu rozwiązaniu i tylko dzięki jego uporowi AEF był jednolitą organizacją wyłącznie pod dowództwem amerykańskim. W tym czasie George Marshall był jednym z jego asystentów, a Patton został oddelegowany do stworzenia pierwszej amerykańskiej brygady czołgów.
Pershing był przeciwnikiem wojny pozycyjnej („okopowej”), która była toczona do tej pory, uważając że bitwy o małe kawałki „ziemi niczyjej”, leżącej między okopami były bezsensowne i kosztowały zbyt wiele ofiar. Był zwolennikiem nowoczesnej wojny mobilnej, polegającej na bezpośrednich atakach na pozycje nieprzyjaciela i szybkim wykorzystaniu przełamania frontu poprzez głębokie wypady na tyły wroga.
Zwycięstwa AEF w ofensywach pod Saint-Mihiel i w Meuse-Argonne spowodowały szybsze zakończenie wojny i wymuszenie na Niemcach zawieszenia broni. Autorem tych zwycięstw był głównie Pershing, który stał się w Ameryce bardzo znaną i lubianą postacią.

### General of the Armies
Za zasługi w czasie wojny, Kongres awansował Pershinga do stopnia „General of the Armies” („pięcio/sześciogwiazdkowy generał” najwyższy stopień generalski). Pershing był w tym czasie pierwszą osobą, której nadano ten stopień (drugą był George Washington, który otrzymał go pośmiertnie w 1976 r.). Pomimo faktu, że Pershing był teoretycznie starszy rangą od wszystkich „pięciogwiazdkowych” generałów („General of the Army”) Marshalla, MacArthura, Eisenhowera, Arnolda i „pięciogwiazdkowych” admirałów (np. Chestera Nimitza) z okresu II wojny światowej, nigdy nie nosił więcej niż czterech gwiazdek generalskich na swoim mundurze.
Problem z nazewnictwem i rangą stopni generała Pershinga i admirała George'a Deweya wynikł z zaszłości historycznych. Na początku XX w. wprowadzono w wojskach lądowych cztery stopnie generalskie (i w marynarce cztery  stopnie admiralskie) oznaczane odpowiednią liczbą srebrnych gwiazdek. Oprócz tego dopuszczono możliwość istnienia honorowych (za zasługi wojenne) stopni wojskowych, będących odpowiednikiem stopnia marszałka występującego w wielu armiach. Pierwszą osobą, która taki stopień honorowy (Admiral of the Navy) otrzymała był admirał Dewey, który dostał prawo do noszenia 4 złotych gwiazdek. Gdy chciano uhonorować generała Pershinga, przyznano mu także cztery złote gwiazdki, a nadany stopień nazwano General of the Armies (zrezygnowano z nazwy General of the Army na wzór Admiral of the Navy, ponieważ w skład AEF oprócz jednostek wojsk lądowych – Army zgodnie z oficjalnym nazewnictwem – wchodziły jednostki piechoty morskiej).
W czasie II wojny światowej powstała potrzeba utworzenia dodatkowego stopnia generalskiego i admiralskiego, ponieważ w sojuszniczych armiach było coraz więcej marszałków. Utworzono więc w 1944 r. stopnie „pięciogwiazdkowego” admirała (Fleet Admiral) i generała (General of the Army) oznaczane pięcioma srebrnymi gwiazdkami – uznano nieoficjalnie, że będą one równoważne z honorowymi stopniami Pershinga i Deweya, ale inaczej oznaczane i nazywane. W przypadku admirała Deweya nie istniały problemy związane ze starszeństwem, bo zmarł w 1917 r., natomiast co do generała Pershinga i pięciogwiazdkowych generałów uznano, że obowiązuje tutaj zasada starszeństwa (w przypadku dwóch oficerów równym stopniem za ważniejszego uznaje się tego, który dłużej nosi dany stopień) stawiająca wyżej Pershinga. W 1945 pojawiły się propozycje, aby utworzyć przed inwazją na Japonię „sześciogwiazdkowe” (sześć srebrnych gwiazdek) stopnie generalskie i admiralskie (Flag Admiral i Flag General), które zamierzano nadać MacArthurowi i Nimitzowi – równocześnie zamierzano zrównać z nimi stopnie nadane Pershingowi i Deweyowi. Jednakże z powodu kapitulacji Japonii do tego nie doszło – stało się to jednak źródłem problemów z określeniem rzeczywistej rangi stopni Pershinga i Deweya. Generał Pershing odmawiał konsekwentnie noszenia innych oznak stopnia niż przyznane mu cztery złote gwiazdki.

### Po I wojnie światowej
„Black Jack” Pershing został szefem sztabu wojsk amerykańskich w 1921 i służył na tym stanowisku do 1924 r.
Za swoje wspomnienia My Experience in the World War otrzymał nagrodę Pulitzera w 1932 r.
W 1940 r., jeszcze przed przystąpieniem USA do II wojny światowej, był zwolennikiem udzielenia jak najdalej idącej pomocy dla Wielkiej Brytanii. Jego podobizna zdobi awers „Army of Occupation of Germany Medal”, ustanowionego w 1941 r.
7 sierpnia 1946 r. – w uznaniu dla niezrównanego przywództwa, bohaterskich osiągnięć i wielkich zwycięstw militarnych, w czasie gdy był Naczelnym Dowódcą Amerykańskich Sił Ekspedycyjnych w Europie podczas I wojny światowej, a także za jego waleczne i bezinteresowne oddanie służbie krajowi podczas II wojny światowej – został uhonorowany Złotym Medalem Kongresu (Congressional Gold Medal), jednym z najwyższych odznaczeń cywilnych w Stanach Zjednoczonych.
John Joseph Pershing zmarł 15 lipca 1948 r. i został pochowany na Narodowym Cmentarzu w Arlington w pobliżu miejsca spoczynku wielu żołnierzy, którzy służyli pod jego rozkazami w Europie. Jego nazwiskiem nazwano pocisk rakietowy MGM-31 Pershing oraz czołg M26 Pershing.

## Ordery i odznaczenia
- Krzyż Komandorski Orderu Wojskowego Virtuti Militari nr 19 – 1925[7]
- Krzyż Srebrny Orderu Wojskowego Virtuti Militari nr 6080 – 1922[8][9]
- Krzyż Kawalerski Orderu Odrodzenia Polski – 1928[10]